# Вита Семеренко
Вита Олександривна Семеренко (укр. Віта Олександрівна Семеренко; Краснопоље, Сумска област, 18. јануар 1986) је украјинска биатлонка, олимпијска победница.
Два пута је учествовала на Олимпијским играма 2010. и 2014. На Олимпијским играма 2014. године у Сочију освојила је две медаље, златну у штафети и бронзану у спринту. Златна медаља у штафети је друга златна медаља за Украјину на ЗОИ и прва после двадесет година и злата клизачице Оксане Бајул.
На Светским првенствима освојила је пет медаља, две сребрне и три бронзане. Најбољи пласман у Светском купу јој је десето место.
Њена сестра близнакиња Ваљ Семеренко је такође биатлонка и олимпијска победница.